# Tybalmia orbis
Tybalmia orbis là một loài bọ cánh cứng trong họ Cerambycidae.